# Roberto Guerrero
Roberto José Guerrero Isaza (Medellín, 1958. november 16.) kolumbiai autóversenyző.

## Pályafutása
1978-ban érkezett Nagy-Britanniába, és már az első évben sikerrel szerepelt a Forma Ford bajnokságban. Az 1980-as Formula–3-as sorozatban Stefan Johannson mögött holtversenyben második lett. A Formula–2-es bajnokságon már, nem szerepelt ilyen fényesen, bár a thruxtoni futamon győzött, az összetettben csak hetedik lett. Az Ensign ennek ellenére leigazolta a Formula–1 1982-es idényére. 1983-ban a Theodore csapathoz igazolt, s nem tudott továbblépni. Ekkor úgy döntött, hogy az Indycar sorozatban próbálkozik. Az 1984-es indianapolisi 500 mérföldes versenyen Rick Mears mögött második lett. 1987-ben két futamot is nyert, de karambolozott és kómába esett. Az 1992-es indianapolisi versenyen mulatságos jelenettel ajándékozta meg a nézőket: az első rajtkockából indulva, a bemelegítő körben karambolozott...

## Teljes Formula–1-es eredménysorozata
(Táblázat értelmezése)

(Félkövér: pole-pozícióból indult; dőlt: leggyorsabb kört futott) 

| Év   | Csapat   | 1      | 2      | 3      | 4      | 5      | 6      | 7      | 8      | 9      | 10     | 11     | 12     | 13     | 14     | 15     | 16     | Helyezés | Pont |
| ---- | -------- | ------ | ------ | ------ | ------ | ------ | ------ | ------ | ------ | ------ | ------ | ------ | ------ | ------ | ------ | ------ | ------ | -------- | ---- |
| 1982 | Ensing   | RSA Vi | BRA NK | USW Ki | SMR Vi | BEL NK | MON NK | DET Ki | CAN Ki | NED NK | GBR Ki | FRA NK | GER 8  | AUT Ki | SUI Ki | ITA Hn | LVS Ni | -        | 0    |
| 1983 | Theodore | BRA Hn | USW Ki | FRA Ki | SMR Ki | MON NK | BEL Ki | DET Hn | CAN Ki | GBR 16 | GER Ki | AUT Ki | NED 12 | ITA 13 | EUR 12 | RSA    |        | -        | 0    |

## Indy 500-as eredményei
| Év   | Modell  | Motor          | Rajthely | Cél |
| ---- | ------- | -------------- | -------- | --- |
| 1984 | March   | Cosworth       | 7.       | 2.  |
| 1985 | March   | Cosworth       | 16.      | 3.  |
| 1986 | March   | Cosworth       | 8.       | 4.  |
| 1987 | March   | Cosworth       | 5.       | 2.  |
| 1988 | Lola    | Cosworth       | 12.      | 32. |
| 1990 | March   | Alfa Romeo     | 28.      | 23. |
| 1991 | Lola    | Alfa Romeo     | 28.      | 30. |
| 1992 | Lola    | Buick          | 1.       | 33. |
| 1993 | Lola    | Chevrolet      | 10.      | 28. |
| 1994 | Lola    | Buick          | 30.      | 33. |
| 1995 | Reynard | Ilmor-Mercedes | 13.      | 12. |
| 1996 | Reynard | Ford-Cosworth  | 6.       | 5.  |
| 1997 | Dallara | Infiniti       | 19.      | 27. |
| 1998 | Dallara | Oldsmobile     | 9.       | 22. |
| 1999 | G-Force | Infiniti       | 25.      | 25. |

## Fordítás
- Ez a szócikk részben vagy egészben  a   Roberto Guerrero című angol Wikipédia-szócikk fordításán alapul.  Az eredeti cikk szerkesztőit annak laptörténete sorolja fel. Ez a jelzés csupán a megfogalmazás eredetét és a szerzői jogokat jelzi, nem szolgál a cikkben szereplő információk forrásmegjelöléseként.

## Külső hivatkozások
- Profilja a grandprix.com honlapon (angolul)
- Profilja a statsf1.com honlapon (angolul)